# Stills (Dive)
Stills är den svenska duon Dives andra musikalbum, utgivet 1992.
Stina Nordenstam sjöng på singlarna The Ocean och A Room Full of Flowers.

## Låtförteckning
1. Relation Ship
2. A Room Full of Flowers
3. Contact
4. Never Love Again
5. The Password
6. The Ocean
7. Good Morning
8. Have a Nice Day
9. Solitude
10. Stills
11. Heaven's Here